# Història d'un cavaller
Història d'un cavaller (títol original en anglès, A Knight's Tale) és una pel·lícula d'aventures ambientada a l'edat mitjana estrenada el 2001, escrita, produïda i dirigida per Brian Helgeland. Els protagonistes són Heath Ledger, Shannyn Sossamon, Mark Addy, Alan Tudyk, Rufus Sewell, Paul Bettany i Geoffrey Chaucer, amb James Purefoy en el paper de Sir Thomas Colville/Eduard, el príncep negre.
Explicat amb un estil anacrònic, amb moltes referències modernes, l'acció explica la història d'un camperol que vol convertir-se en cavaller, acompanyat dels seus amics, en el món de les justes medievals. William, el protagonista, es disfressa de cavaller per poder participar en torneigs, guanyant competicions i amistats, com ara els personatges històrics Eduard de Woodstock o Geoffrey Chaucer.
La pel·lícula, de fet, està basada en el conte de Chaucer "The Knight's Tale", inclòs en Els contes de Canterbury, tot i que l'argument no és del tot semblant. Amb una recaptació de 117,487,473 dòlars i una inversió de 65 milions de dòlars, es va convertir en una pel·lícula d'èxit, a més d'aconseguir un modest reconeixement de la crítica.

## Argument
En un torneig de justes disputat durant el segle XIV a Europa, els escuders William Thatcher, Roland i Wat descobreixen que el seu senyor, Sir Ector, ha mort. Al cavaller només li restava acabar un combat per proclamar-se guanyador de la competició. Sense diners, William es posa l'armadura d'Ector i es fa passar per ell, guanyant el torneig i rebent el premi.
Tot i que només els nobles poden participar en aquestes competicions, William decideix seguir amb la farsa i aconseguir més victòries- Roland i Wat volen repartir-se el premi i marxar, però William els convenç perquè es quedin amb ells i l'ajudin a entrenar-se. De camí cap al seu primer torneig, a Rouen, els tres companys es troben amb Geoffrey Chaucer, que també està en banca rota, i accedeix a falsificar una carta nobiliària; aquest acte permet a William fer-se passar per "Sir Ulrich von Liechtenstein", de Gelderland. Abans de començar el torneig, William es troba amb Simon l'Invocador i Peter el Perdonador com a Chaucer té un problema amb el joc i ell, com a senyor seu, ha de pagar-ne el deute. William exigeix l'alliberament de Chaucer prometent pagar posteriorment.
Durant el torneig, l'armadura de William pateix desperfectes. Després de consultar amb diferents ferrers, que es neguen a reparar-la sense cobrar l'obra immediatament, acudeix a Kate, una ferrera qui accedeix a fer-ho sense cobrar amb la condició que la portin fins a París. En les justes, William combat amb Sir Thomas Colville, que es retira en quedar ferit en l'encontre, després que el protagonista accedeixi a deixar el combat en empat perquè el seu rial no perdi l'honor. L'embat és observat per Jocelyn, una jove noble per la qual William sent una poderosa atracció, i el Comte Adhemar, rival seu tant en les justes com en l'amor de Jocelyn. En l'últim combat, Adhemar derrota a William.
Kate s'uneix a l'equip de William i forja una nova armadura pel cavaller. En el següent torneig, Adhemar i William s'han d'enfrontar amb Sir Thomas Colville, però descobreixen que es tracta d'Eduard de Woodstock, el Príncep negre de Gal·les. Adhemar decideix retirat-se, però William segueix amb l'enfrontament, adreçant-se posteriorment al príncep amb el seu nom, guanyant-se així el respecte d'Eduard.
Més endavant Adhemar és cridat a files, permetent així a William guanyar un llarg seguit de torneigs en la seva absència. A més, el jove anglès demostra el seu amor per Jocelyn quan es deixa perdre expressament diversos envits a petició de la noia (contrastant així amb tots els cavallers que havien promès vèncer en nom seu) i, posteriorment, just abans de quedar eliminat, guanya el torneig en el seu nom.
El grup viatja a Londres per disputar el Campionat mundial, on viu el pare de William, a qui fa 12 anys que no veu. El protagonista havia marxat amb Sir Ector per canviar la seva estrella i aprendre a ser un cavaller. Adhemar, que també havia anat a Londres per participar en la competició, descobreix el pare de William i el denuncia a les autoritats, que detenen al protagonista abans de disputar la final.
William acaba en una picota, per escarni públic, però és defensat pels seus companys de l'agressivitat de la multitud. Quan sembla que la situació acabarà malament, el príncep Eduard es descobreix, meravellat per l'amistat dels companys de William, així com pel seu honor, totes dues qualitats que defineixen als bons cavallers. Per aquests motius, Eduard anuncia, sense cap dubte, que William descendeix d'un llinatge reial i el nomena cavaller, passant a ser Sir William.
William torna al torneig per disputar la final contra Adhemar; aquest, en un acte il·legal, canvia les seves llances per unes acabades amb punta, fet que provoca en el primer xoc una ferida a William. En el segon assalt, William no pot mantenir la llança enlaire i li cau abans de trobar-se amb el seu rival. En l'última envestida, William perd per dos punts a zero i no pot mantenir la llança. Així, demana a Walt que li lligui al braç, mentre Chaucer distreu al públic per guanya temps. És llavors quan Jocelyn apareix a l'estadi acompanyada del pare de William. Animat per aquest nou suport, William aconsegueix descavalcar a Adhemar, proclamant.se així vencedor del torneig.

## Repartiment
- Heath Ledger: William Thatcher
- Rufus Sewell: comte Adhemar
- Mark Addy: Roland
- Alan Tudyk: Wat
- Shannyn Sossamon: Jocelyn
- Paul Bettany: Geoffrey Chaucer
- Bérénice Bejo: Christiana, servent de Jocelyn
- Laura Fraser: Kate
- James Purefoy: Sir Thomas Colville (Eduard de Woodstock)
- Leagh Conwell: William Thatcher nen
- Christopher Cazenove: John Thatcher
- Nick Brimble: Sir Ector
- Roger Ashton-Griffiths: Bisbe
- Steven O'Donnell: Simon
- Jonathan Slinger: Peter
- Alice Connor
- Berwick Kaler

## Anacronismes
A la pel·lícula hi ha molts anacronismes. Jocelyn apareix en diversos moments vestida amb una barreja d'elements medievals i moderns, i l'armadura dissenyada per Kate per a William porta una signatura molt semblant al símbol de la marca Nike. Durant la primera escena de justes, la cançó "We Will Rock You" de Queen és cantada i ballada pels assistents. Durant el banquet, el comte Adhemar pretén que Sir Ulrich ensenyi un ball típic del seu país, que improvisa amb Jocelyn una espècie de ball rock.

## Producció
La pel·lícula va ser rodada als estudis Barrandov Studios de Praga, a la República Txeca.